# Денежная реформа в России 1895—1897 годов

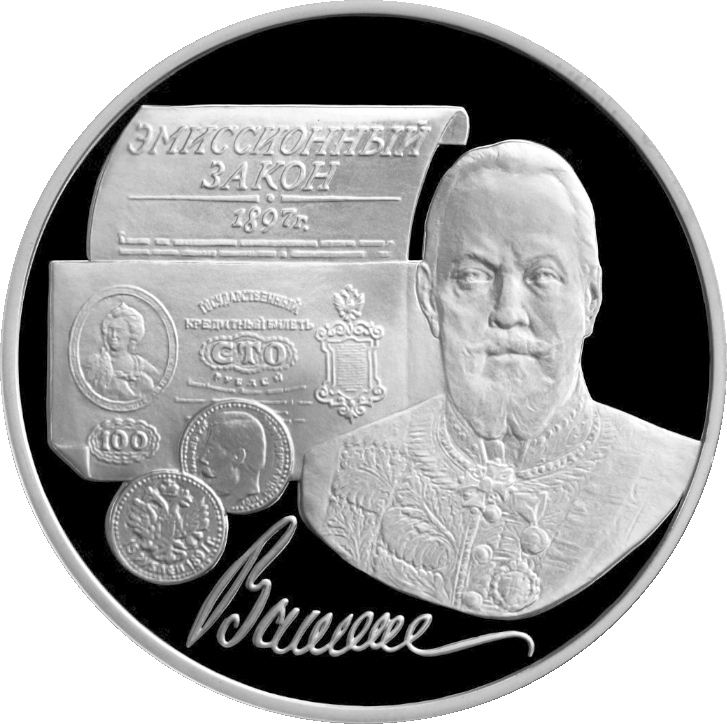
Реверс памятной монеты, посвящённой реформе

Денежная реформа 1895—1897 годов (денежная реформа Витте) — денежная реформа, установившая золотой монометаллизм или свободный обмен кредитных билетов на золото (золотой стандарт). Реформа также означала девальвацию рубля.

## Подготовка и ход реформы
Подготовка реформы началась в 1880-х годах и была вызвана неустойчивостью денежной системы. Министр финансов Сергей Витте в феврале 1895 года представил императору Николаю II доклад о необходимости введения золотого обращения. Витте принял решение ввести золотой стандарт, принятый в Англии, а не золото-серебряный, формально действовавший во Франции.
Законом от 8 мая 1895 года было разрешено заключать сделки на золото, тогда же всем конторам и отделениям Государственного банка было предоставлено право покупать золотую монету, а 8 конторам и 25 отделениям также производить платежи этой монетой. В июне 1895 года Государственному банку был разрешён приём золотой монеты на текущий счёт (этому примеру последовали частные петербургские банки); в ноябре 1895 года был допущен приём золотой монеты кассами всех правительственных учреждений и казённых железных дорог. В декабре 1895 года был установлен курс кредитных билетов в размере 7,40 рубля за золотой полуимпериал номиналом 5 рублей (с 1896 года — семь рублей пятьдесят копеек).
Пяти- и десятирублевые монеты столичные острословы того времени окрестили «матильдорами» (по имени супруги Витте) и «виттекиндерами».
К 1897 году Государственный банк увеличил золотую наличность с 300 млн до 1095 млн рублей, что почти соответствовало сумме обращавшихся кредитных билетов (1121 млн рублей).
29 августа 1897 года был издан указ об эмиссионных операциях Госбанка, получившего право выпуска кредитных билетов, свободно и без ограничений размениваемых на золото. Чеканились 5-рублёвые и 10-рублёвые золотые монеты.
Быстрый рост уровня сельскохозяйственного производства, развитие промышленности и положительный торговый баланс позволили России ввести устойчивую золотую конвертируемую валюту.
Кроме того рубль был девальвирован. Впрочем факт девальвации остался заметным лишь для банкиров, предпринимателей и экономистов, обычный народ не обратил особого внимания на него.

## Результаты реформы
В своих воспоминаниях граф В. Н. Коковцов, товарищ министра финансов (1896—1902 гг.), в 1904—1914 гг. министр финансов России (с перерывом 1905—1906 гг.), одновременно в 1911—1914 гг. занимавший пост председателя Совета министров, писал:

«В 1897 году, как известно, Россия перешла на систему денежного обращения и установила в 1899 году чрезвычайно строгие основания для выпуска в народное обращение кредитных билетов, обеспечиваемых наличным золотом, принадлежащим Государственному банку. Только выпуск первых 300 млн руб. мог быть произведен без покрытия его золотом, а всякое дальнейшее увеличение количества бумажных денежных знаков, выпускаемых в обращение, допущено не иначе, как с обеспечением его золотом рубль за рубль. До самого наступления войны 1914—1918 г. г. этот закон ни разу не был нарушен. Его не расстроила ни русско-японская война, ни внутренняя смута 1905—1906 г. г. В своем месте мною приведены об этом необходимые разъяснения.
Это исключительное обстоятельство заслуживает того, чтобы иллюстрировать его хотя бы несколькими цифрами для того, чтобы напомнить, что было в России до постигшей её в 1917 году катастрофы и что утрачено с тех пор.
Эмиссионное право, то есть выпуск кредитных билетов в обращение, принадлежало исключительно Государственному банку, чисто правительственному учреждению, которое и располагало всем принадлежащим ему запасом золота в монете и слитках, обеспечивающих все количество бумажных денег, выпущенных в народное обращение.
К началу 1904 года запас золота в Государственном банке в России составлял 900 млн руб. Он понизился на незначительную, правда, сумму, до 880 млн руб. к началу 1906 года, но затем под влиянием двух операций, совершенных в том же году во Франции, и наступившего улучшения в нашей внешней торговле он стал быстро повышаться, начиная с 1908 года, и дошел к концу 1913 года до суммы свыше 1,680 млн руб.
Общий же запас золота, принадлежавшего Государственному банку и Государственному казначейству как в России, так и у заграничных корреспондентов, был значительно более; он равнялся в 1904 году 1,100 млн руб. и, беспрерывно вырастая из года в год, достиг к концу 1913 года 2,170 млн руб. В то же время, выпуск кредитных билетов в обращение составлял: к началу 1904 года — 580 млн руб. при запасе золота в 900 млн руб, и, постепенно повышаясь под влиянием оживления в торговом обороте и во всей экономической жизни, дошел к концу 1913 года до 1,670 млн руб при той же сумме, принадлежавшего Государственному банку золота в России и, следовательно, с фактическим золотым покрытием билетного обращения в 100 %.»

На 1 января 1897 г., когда был завершен переход к золотому стандарту, золотой запас в три с половиной раза превышал стоимость банковских билетов.
Едва только завершилась денежная реформа, как количество банковских билетов начало возрастать, а золотой запас стал таять: 1898 г. — 316 и 1147, 1899 г. — 633 и 990, 1900 г. — 855 и 883, 1901 г. — 857 и 708, 1902 г. — 885 и 682, 1903 г. — 942 и 708, 1904 г. — 1026 и 734.
Принимая стоимость банковских билетов за сто процентов, выходит следующая картина изменения их обеспеченности золотом: 363, 156, 97, 83, 77, 75, 72.
За семь лет обеспеченность банковских билетов золотом сократилась более чем в четыре раза. Развитие этого процесса привело к тому, что в конце 1903 г. стала реальной возможность достижения критической черты — 67 процентов, за
которой неизбежно было прекращение обмена банкнот на золото.
К негативным последствиям реформы можно отнести увеличение государственного долга России, задолженность государства возросла с 4905 млн до 6679 млн руб. (на 1 января 1904 г.). Причём этому соответствовало увеличение государственного имущества: пополнение золотого фонда, строительство железных дорог и т. п. 
По мнению австрийского экономиста Йозефа Шумпетера, золотое обеспечение денег было экономически не выгодным для России, перейдя на золотое обеспечение страна затормозила экономический рост и создала сложности для самой себя, валютой для активной международной торговли рубль так и не стал. Утверждение что после реформы Витте начался экономический подъём тоже не имеет обоснования, подъём начался ещё до реформы и был частью экономического подъёма вызванного промышленной революцией, сама же реформа как раз и должна была укрепить этот процесс в России .
Если же взять в расчёт всю денежную массу, на 1 января 1898 г. обеспеченность банковских и кредитных билетов золотым запасом составляла 94,3 %, 1899 г. — 76,4 %, 1900 — 65,6 %, 1901 — 50,1 %, 1902 — 47,8 %, 1903 —
47,3 %, 1904 — 45,8 %. За семь лет обеспеченность бумажных денег золотом сократилась почти в два раза.

## Фотогалерея

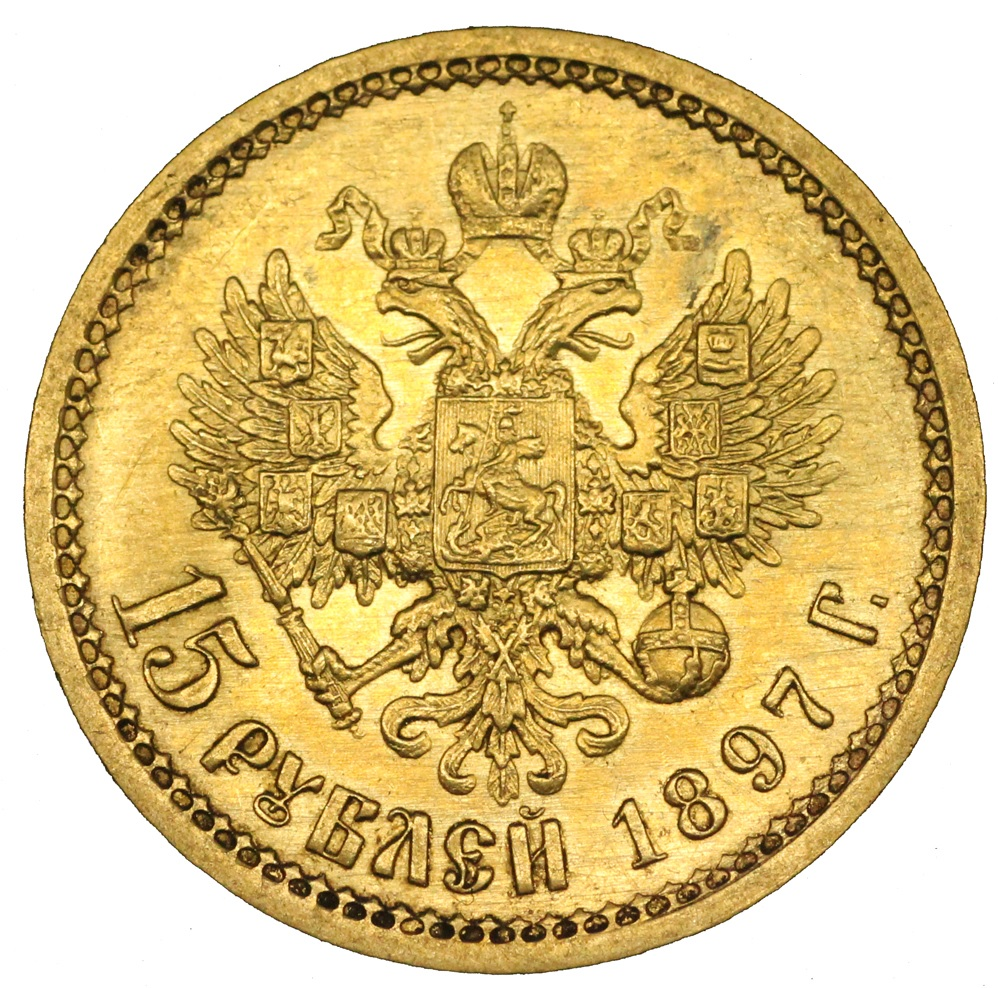
Пятнадцать рублей (империал). 1897
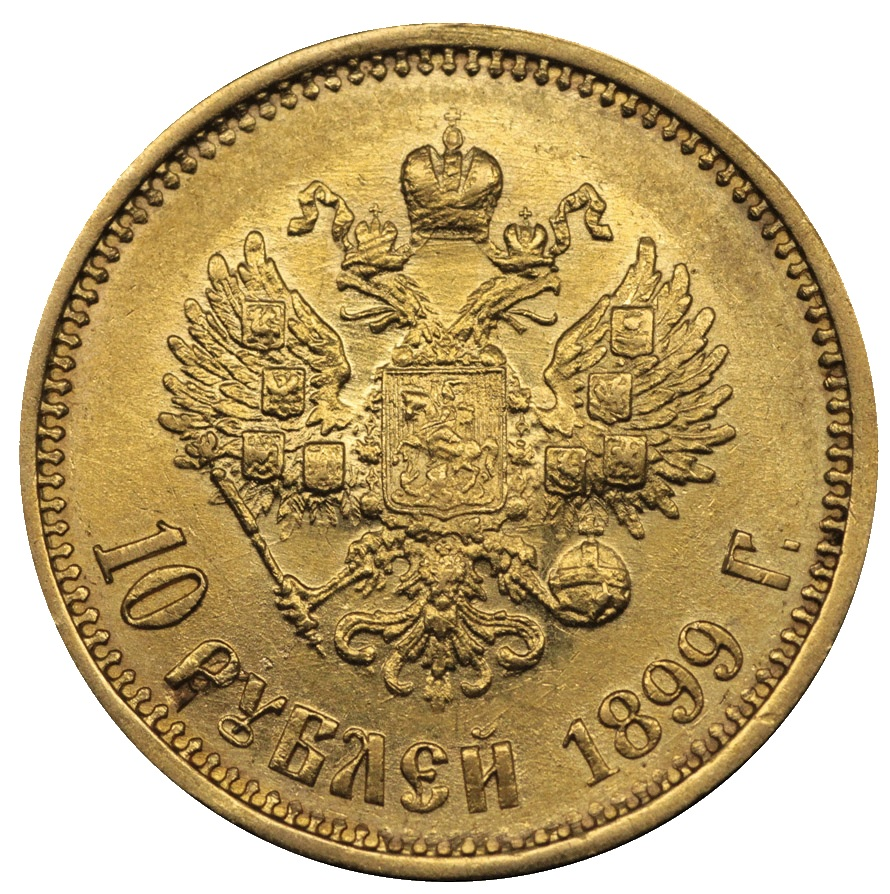
Золотой десятирублёвик Николая II. 1899
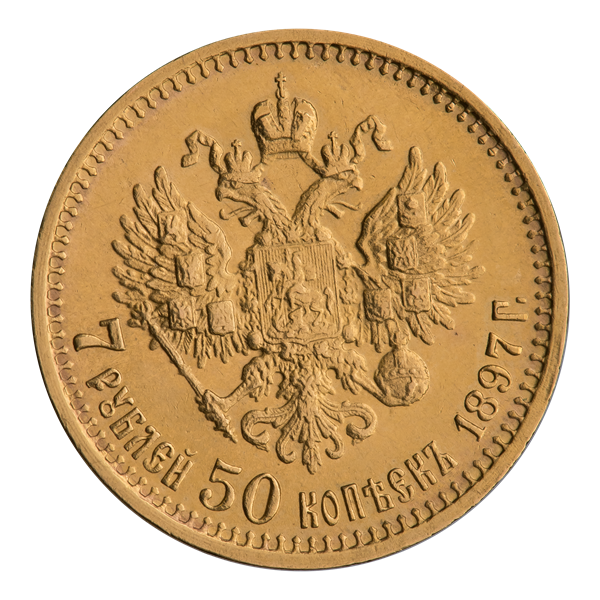
Семь-пятьдесят. 1897
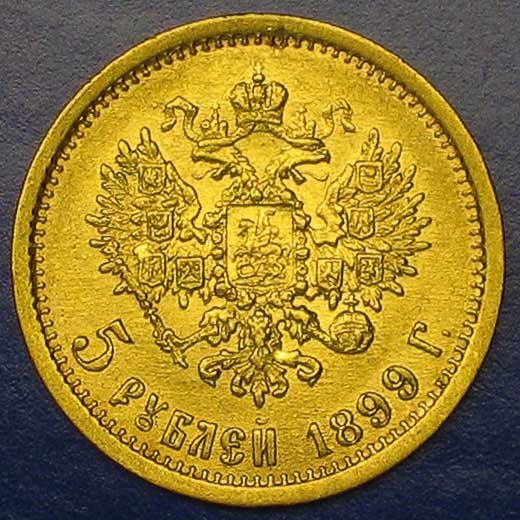
Золотые пять рублей
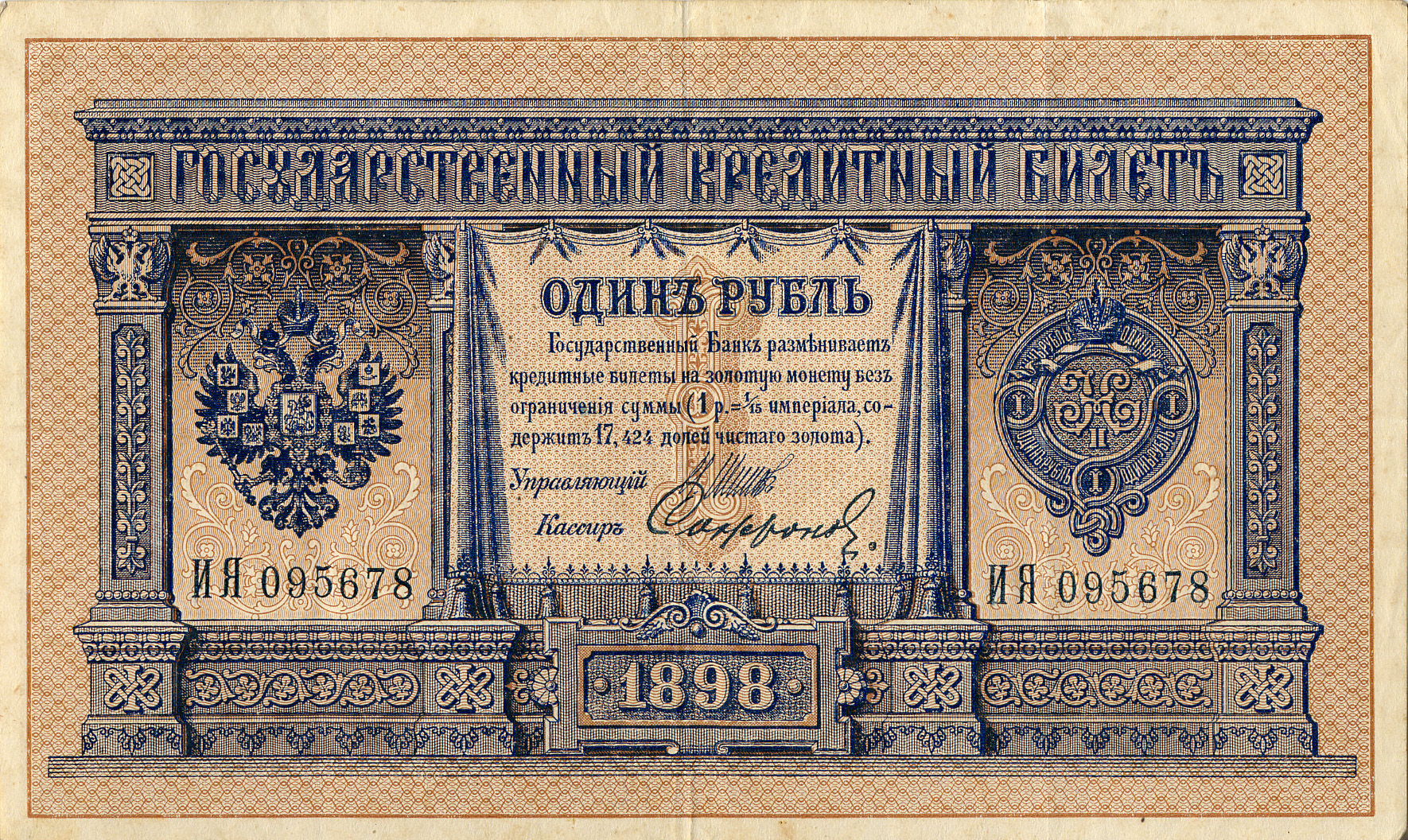
Николаевский рубль после денежной реформы Витте 1898 года. Аверс
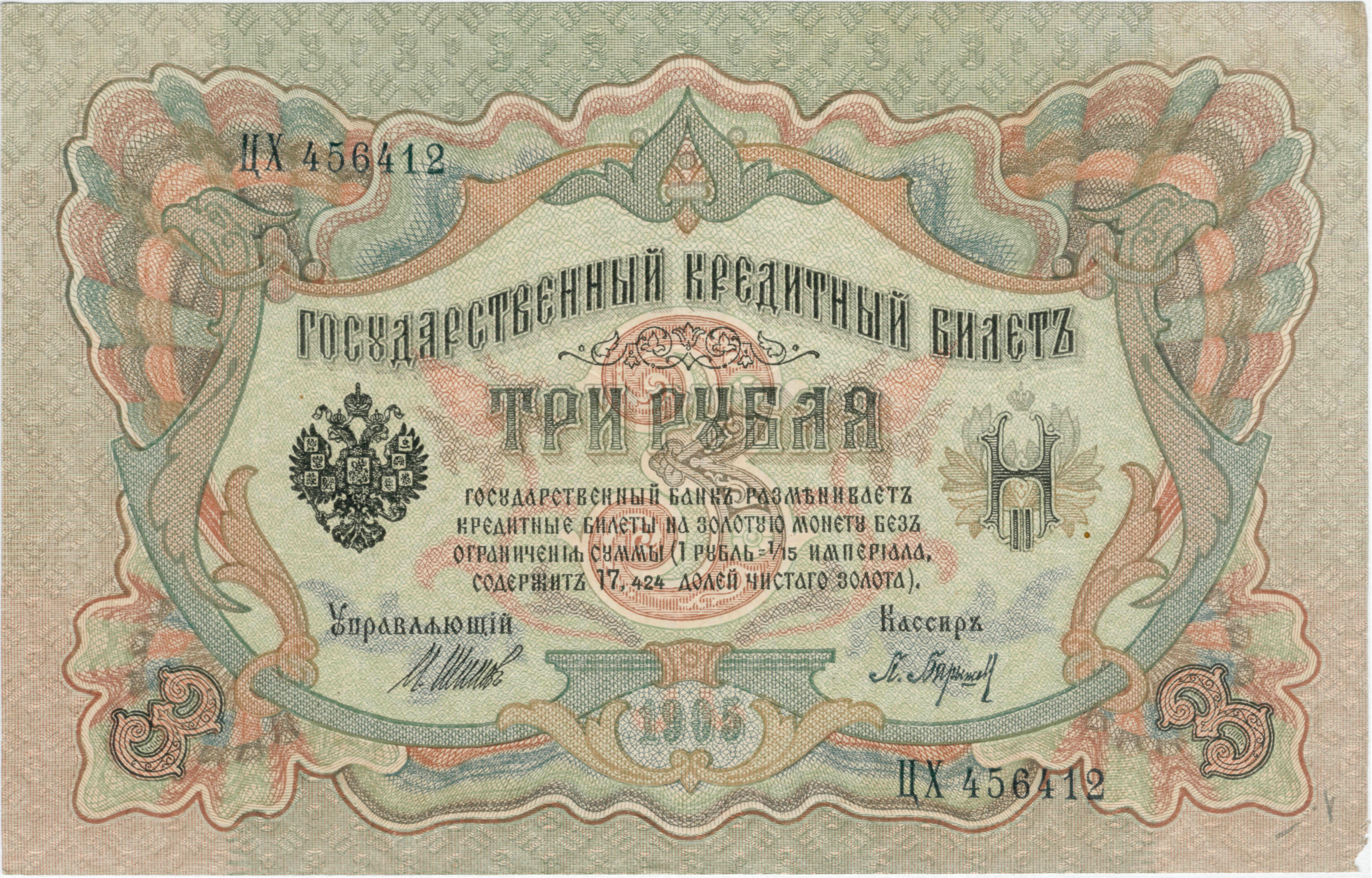
3 рубля 1905. Аверс
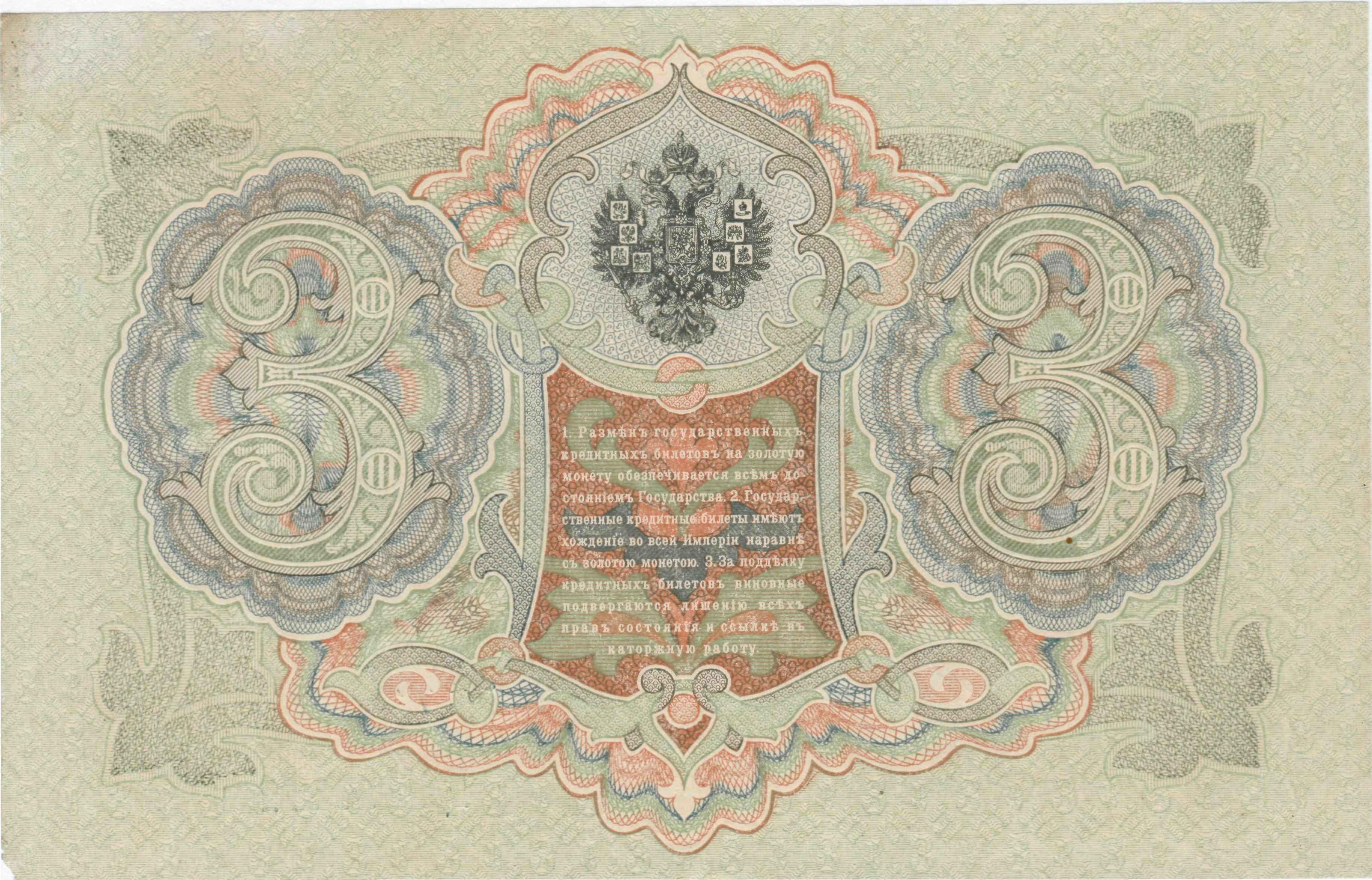
3 рубля 1905. Реверс